# Bernardo II di Bigorre
Bernardo II (anche in spagnolo, Bernard in francese, Bernat in catalano e occitano; verso l'inizio dell'XI secolo – 1077 circa) fu conte di Bigorre dal 1032/34 fino alla sua morte.

## Origine
Bernardo, secondo la Histoire du Comté et de la Vicomté de Carcassonne, era il figlio primogenito del conte di Carcassonne e di Couserans, poi Conte di Foix, ed infine conte effettivo di Bigorre, Bernardo e della moglie, la Contessa di Bigorre, Garsenda di Bigorre che, secondo La Vasconie. Tables Généalogiques, era l'unica figlia del Conte di Bigorre, Garcia Arnaldo e della moglie, Riccarda, figlia del visconte di Astarac, Garcia Arnaldo.

Bernardo Ruggero di Foix era il secondo figlio maschio del conte di Carcassonne e di Couserans, Ruggero I (930/40- dopo Aprile 1011) e di Adele di Pons († dopo Aprile 1011), come ci viene confermato dal documento n° 134 delle Preuves de l'Histoire Générale de Languedoc, Tome V inerente ad una donazione in cui viene citato coi genitori.

## Biografia
Di Bernardo si hanno poche informazioni:
secondo La Vasconie. Tables Généalogiques,  sua madre, Garsenda morì prima del padre, Bernardo Ruggero, che le succedette nella contea di Bigorre.
Ancora secondo La Vasconie. Tables Généalogiques, Bernardo Ruggero di Foix, nel 1037 era ancora vivo come confermato da alcuni documenti.
La morte di Bernardo Ruggero avvenne alla fine del 1037 o all'inizio del 1038.

Alla morte del padre, i tre figli maschi maggiori ereditarono rispettivamente:
- Bernardo, il primogenito, la contea di Bigorre[5]
- Ruggero, il secondogenito la contea di Foix e parte di quella di Carcassonne[5]
- Pietro Bernardo, il terzogenito la contea di Couserans[5].

Sempre la La Vasconie. Tables Généalogiques, riporta che Bernardo aveva iniziato ad amministrare la contea, assieme alla madre, ancor prima della morte dei genitori.
Verso il 1060, Bernardo viene citato in un documento assieme al fratello Eraclito ( † 1065 circa), vescovo di Bigorre, dal 1037, come conferma ancora La Vasconie. Tables Généalogiques.
Nel 1062, Bernardo fece un pellegrinaggio a Notre-Dame du Puy-en-Velay, assieme alla prima moglie, Clemenza, che morì poco dopo.
Nel 1064, ancora assieme al fratello, Eraclito, sottomise due monasteri alla regola della Congregazione cluniacense.
Ancora secondo la La Vasconie. Tables Généalogiques, Bernardo morì nella prima metà del 1077; gli succedette il figlio primogenito, Raimondo.

## Matrimoni e discendenza
Bernardo aveva sposato, in prime nozze, Clemenza, di cui non si conoscono gli ascendenti, che gli diede due figli:
- Raimondo[5] ( † 1080), conte di Bigorre[5]
- Clemenza, che secondo il documento n° 42 della COL·LECCIÓ DIPLOMÀTICA DE SANT PERE D'ÀGER, era la seconda moglie del conte di Urgell, Ermengol III[12].

Dopo essere rimasto vedovo, nel 1063 circa, Bernardo aveva sposato, in seconde nozze, Stefania o Dolce (?- dopo il 1096, anno in cui Stefania fece una donazione per l'anima del figlio Bertrando), che secondo lo storico Szabolcs de Vajay era viscontessa di Marsiglia, figlia del visconte di Marsiglia, Guglielmo II, ed è citata assieme alla figlia, Beatrice e al genero, Centullo V di Béarn, nel documento n° 483 del Cartoulaire de l'abbaye de Saint-Victor de Marseille tome I. 
- Beatrice[5] ( † dopo il 1095), contessa di Bigorre[5], come conferma anche la La Vasconie. Tables Généalogiques[15].

## Ascendenza
|                           |   |                        | Genitori              |  |  | Nonni |  |  | Bisnonni             |  |  | Trisnonni                 |  |
|                           |   |                        |                       |  |  |       |  |  | Arnaldo di Comminges |  |  | Garcia Arnaldo di Astarac |  |
|                           |   |                        |                       |  |  |       |  |  | Arnaldo di Comminges |  |  | Garcia Arnaldo di Astarac |  |
|                           |   | …                      |                       |  |  |       |  |  | Arnaldo di Comminges |  |  |                           |  |
| Ruggero I di Carcassonne  |   |                        |                       |  |  |       |  |  | Arnaldo di Comminges |  |  |                           |  |
|                           |   | Arsinda di Carcassonne | …                     |  |  |       |  |  |                      |  |  |                           |  |
|                           |   | Arsinda di Carcassonne | …                     |  |  |       |  |  |                      |  |  |                           |  |
|                           |   | Arsinda di Carcassonne | …                     |  |  |       |  |  |                      |  |  |                           |  |
| Bernardo Ruggero di Foix  |   | Arsinda di Carcassonne |                       |  |  |       |  |  |                      |  |  |                           |  |
|                           |   | Bernardo di Melgueil   | …                     |  |  |       |  |  |                      |  |  |                           |  |
|                           |   | Bernardo di Melgueil   | …                     |  |  |       |  |  |                      |  |  |                           |  |
|                           |   | Bernardo di Melgueil   | …                     |  |  |       |  |  |                      |  |  |                           |  |
| Adele di Pons             |   | Bernardo di Melgueil   |                       |  |  |       |  |  |                      |  |  |                           |  |
|                           |   | Sénégonde di Rouergue  | Baldovino di Pons     |  |  |       |  |  |                      |  |  |                           |  |
|                           |   | Sénégonde di Rouergue  | Baldovino di Pons     |  |  |       |  |  |                      |  |  |                           |  |
|                           |   | Sénégonde di Rouergue  | …                     |  |  |       |  |  |                      |  |  |                           |  |
| Bernardo II di Bigorre    |   | Sénégonde di Rouergue  |                       |  |  |       |  |  |                      |  |  |                           |  |
|                           | … | …                      |                       |  |  |       |  |  |                      |  |  |                           |  |
|                           | … | …                      |                       |  |  |       |  |  |                      |  |  |                           |  |
|                           | … | …                      |                       |  |  |       |  |  |                      |  |  |                           |  |
| Garcia Arnaldo di Bigorre | … |                        |                       |  |  |       |  |  |                      |  |  |                           |  |
|                           |   | …                      | …                     |  |  |       |  |  |                      |  |  |                           |  |
|                           |   | …                      | …                     |  |  |       |  |  |                      |  |  |                           |  |
|                           |   | …                      | …                     |  |  |       |  |  |                      |  |  |                           |  |
| Garsenda di Bigorre       |   | …                      |                       |  |  |       |  |  |                      |  |  |                           |  |
|                           |   | Arnaldo di Bigorre     | Raimondo I di Bigorre |  |  |       |  |  |                      |  |  |                           |  |
|                           |   | Arnaldo di Bigorre     | Raimondo I di Bigorre |  |  |       |  |  |                      |  |  |                           |  |
|                           |   | Arnaldo di Bigorre     | Garsenda d'Astarac    |  |  |       |  |  |                      |  |  |                           |  |
| Riccarda di Astarac       |   | Arnaldo di Bigorre     |                       |  |  |       |  |  |                      |  |  |                           |  |
|                           |   | …                      | …                     |  |  |       |  |  |                      |  |  |                           |  |
|                           |   | …                      | …                     |  |  |       |  |  |                      |  |  |                           |  |
|                           |   | …                      | …                     |  |  |       |  |  |                      |  |  |                           |  |
|                           |   | …                      |                       |  |  |       |  |  |                      |  |  |                           |  |

### Fonti primarie
- (LA)  Histoire Générale de Languedoc, Preuves, Tome V.
- (LA)  COL·LECCIÓ DIPLOMÀTICA DE SANT PERE D'ÀGER, vol 1° Archiviato il 5 marzo 2016 in Internet Archive.
- (LA)  Cartoulaire de l'abbaye de Saint-Victor de Marseille tome I

### Letteratura storiografica
- (FR)  LA VASCONIE.
- (FR)  Histoire du Comté et de la Vicomté de Carcassonne.
- (FR)  Histoire générale de Languedoc, tomus II.